# 두마

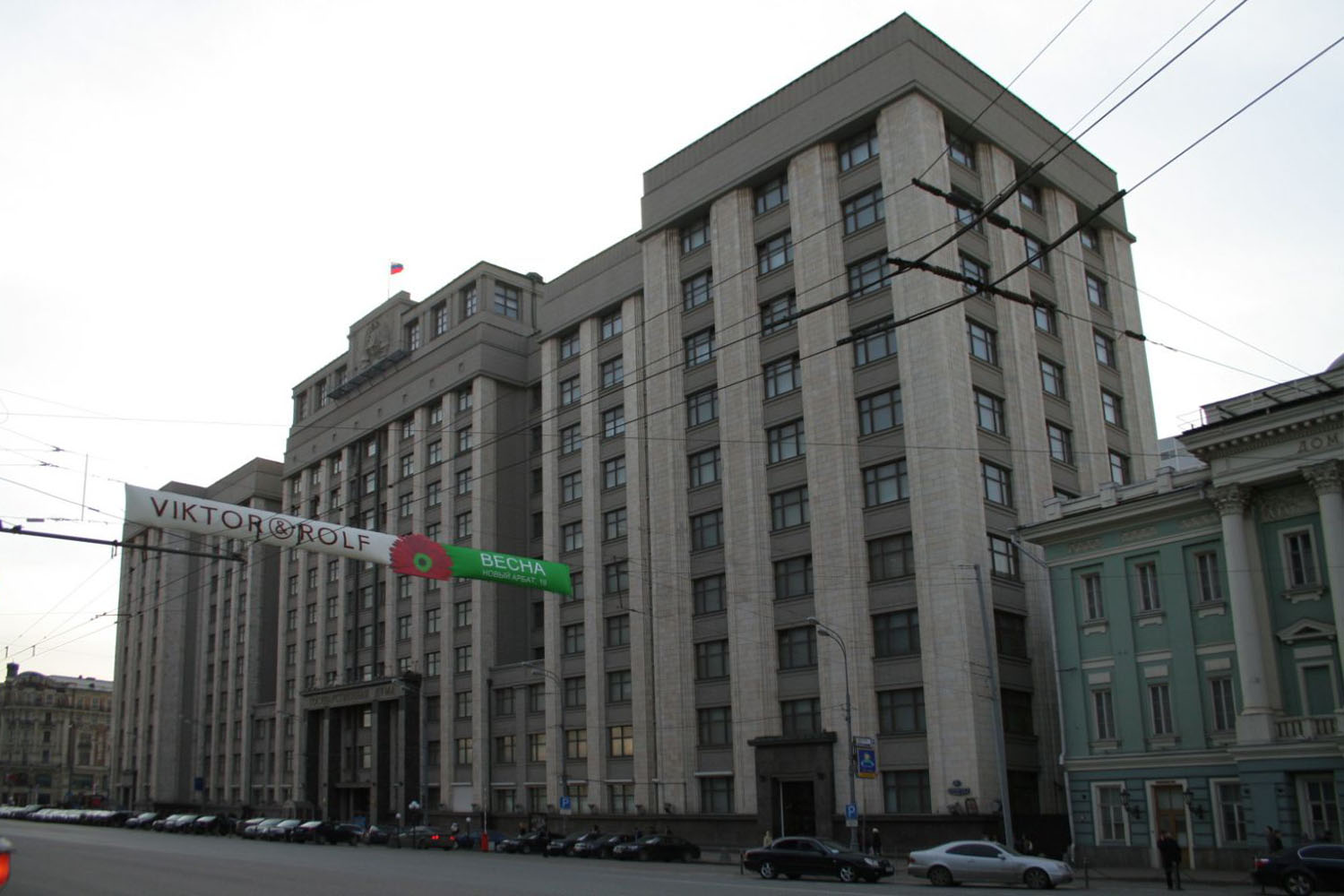
오늘날 러시아의 국가두마

두마(러시아어: дума)는 러시아의 의회 체제를 일컫는 말이다. 두마는 "생각하다"라는 뜻을 가진 러시아어 동사인 '두마티(думать)'에서 유래된 이름이다. 

## 역사

### 중세루스인
키예프 대공국, 노브고로드 공화국, 프스코프 공화국, 폴로츠크 공국, 랴잔 공국, 트베리 공국 등의 루스 공국들이 채택한 의회 체제로, 그리스의 민회와 비슷한 의사 결정 기구였다. 마을에 중요한 일이 생기면 가장들이 모여 광장이나 시장터에서 함께 의논하곤 했다. 다수결 제도가 아니라 만장일치 제도를 채택하였기 때문에 합의를 이끌어내기 위해 끝없이 토론을 벌였고, 끝내 합의를 이루지 못할 때에는 결투로 결정했다고 한다.

### 러시아 제국
1905년 10월 선언(宣言)에 의해 개설(開設)이 약속되어, 다음 해 4월에 개회(開會)하였다. 1917년 2월 혁명까지 4회 선출되었다. 러시아 제국 시대의 시 의회, 러시아 연방 의회 하원(국가두마), 러시아 연방 시대의 시 의회와 지방 의회를 가리키는 용어로도 사용된다.

#### 러시아 제국 두마의 역사
- 1906년 4월 ~ 1906년 7월 - 정원 478명 중 입헌민주당(立憲民主黨)이 179명으로 제1당이 되어 제2당의 노동당 94명과 합세하여 반정부적 색채가 짙었고, 또 정부가 금지한 토지 문제를 논의하여 강제 해산당했다.
- 1907년 2월 ~ 1907년 6월 - 노동당 104명, 입헌민주당 98명, 사회민주노동당(社會民主勞動黨) 65명, 사회혁명당(社會革命黨) 37명이었는데, 의원(議員)의 연령도 젊고, 반정부적이었으므로 스톨리핀에 의하여 해산되었다.
- 1907년 11월 ~ 1912년 9월 - 새 선거법에 의한 결과, 입헌민주당이 52명으로 줄고, 좌파(左派)도 합계 31명밖에 안되었으며, 극우당(極右黨)이 171명으로 되었다. 특히 10월 당계(黨系)가 113명으로 되어 어용(御用)국회가 되었는데, 스톨리핀은 이것을 배경으로 농업 개혁을 단행하였다.
- 1912년 11월 ~ 1917년 2월 - 국내의 혁명적 풍조를 반영, 정부의 간섭에도 불구하고 반정부적인 색채가 강화되었다. 2월 혁명 때에는 국회 내 자유주의 그룹을 중심으로 하여 입헌군주제(立憲君主制)가 기도되었고, 그 후는 임시정부(臨時政府)를 지배하였으나, 소비에트 권력의 증대와 함께 소멸하였다.

### 러시아 연방
소련이 붕괴되고 탄생한 러시아 연방에 의해 의회 하원인 국가두마로 부활했다.